# Shon Seung-mo
Shon Seung-mo (född 1 juli 1980) är en sydkoreansk idrottare som tog silver i badminton vid olympiska sommarspelen 2004 i Aten.